# Svarog
Svarog je slavenski bog koji se spominje u Ipatjevskom ljetopisu, gdje je izjednačen s grčkim bogom Hefestom.